# 堀川城
堀川城（ほりかわじょう）は、静岡県浜松市浜名区細江町気賀（遠江国引佐郡）にあった日本の城。奥浜名湖（細江湖）北岸に位置し、都田川河口の南側、満潮時には道が塞がる干潟の中にあったとされる。600メートルほど北に当時の主要街道である本坂通（姫街道）が通る。城跡は推定地とされ、都田川の流れも変わり河口の北側、田園のなかに首塚のみ残る。

## 概要
永禄3年（1560年）、桶狭間の戦いにて今川義元が戦死した後、土地の人々が砦を築き、地名より堀川城と名付けた。ほど近い刑部にも刑部城を築き、徳川家康の遠江侵攻に備えた、と伝えられている。
正確な築城期は不明であるが、当時は今川氏の勢力下であった。
永禄11年（1568年）に、今川氏真から瀬戸方久に出した徳政令を免じる安堵状の中で、代わりに「新城」の備蓄を賄うように条件が付いており、この新城が刑部城・堀川城では、と見られている。
同年、徳川家康は本坂峠を越えて岡崎から湖北へ攻め込み、刑部城を落城させた。今川方で近隣の堀江城主大沢左衛門は家康に抵抗しており、大沢氏と連携した土豪の新田友作、竹田高正、尾藤主膳、山村修理らは、地元の農民など雑兵約1,700人を集めて気賀の堀川城に立て籠もった。
永禄12年（1569年）2月に掛川城を落とした家康は、同年3月27日、再び本坂峠を越えて堀川城を攻め、堀川城は徳川勢によって一方的に殺戮された。竹田高正は城内で切腹、尾藤主膳は堀江城の大沢へ逃れたが切腹させられ、山村修理は本坂道を葭本まで逃れたが自害、新田友作は和睦を主張したので家臣と共に退去。城兵は約半数が殺害され、半数が捕えられたが、家康は石川半三郎に命じて捕虜を皆殺しとし、約700人を女子供も含めて都田川の堤で全員首を刎ねた。新田はその後、葭本の金地院に戻り、剃髪して法休喜斎（瀬戸方休とは別人）と名乗り、戦死者の菩提を弔っていたが、10年後に徳川方に見つかり、都田川の堤で処刑された。
城兵や新田友作が斬首された都田川の堤には、「獄門畷（なわて）」の名が残っており、三ケ日一里塚近くの一里山の本坂通沿いには、自刃した山村修理の墓が残っている。
この戦いに参加した大久保忠教が書いた『三河物語』には、男女ともなで切りにぞしたりけるとの記述が残っている